# Peins
Peins is een dorp in de gemeente Waadhoeke in de Nederlandse provincie Friesland. Peins ligt tussen de stad Franeker en Menaldum ten noorden van de A31 en ten zuiden van de Oudemeer. 
In 2023 telde het dorp 245 inwoners.

## Geschiedenis
Peins is ontstaan op een oude terp, al voor de 12e eeuw zou er sprake zijn van een kerk. De huidige kerk, de Sint-Gertrudiskerk dateert uit de 14e eeuw
Vanaf de 13e eeuw werd Peins gespeld als Pesinghe', Peynse en Peyns. De plaatsnaam zou verwijzen naar de persoonsnaam Peie, afgeleid van de koosnaam Pese.
Het dorp vormt samen met Boer, Ried, Schalsum en Zweins de Franeker Vijfga.

## Sport
De kaatsvereniging Pieter Jellema bestaat sinds 1896.

## Cultuur
Het dorpshuis, Us Doarpshus, wordt beheerd door de Stichting Us Doarpshus. De Toneelvereniging Nij Libben maakt gebruik van het dorpshuis. De S.J. Boersma Stichting organiseert in de winterperiode activiteiten voor de kinderen van Peins tussen de 4 en 15 jaar. Ook heeft Peins een dorpskrant genaamd It Roeke-each, die zes keer per jaar verschijnt.

## Geboren in Peins
- Josse de Haan (1941-2020), schrijver en dichter

## Bevolkingontwikkeling
- 1954 - 342
- 1959 - 344
- 1964 - 329
- 1969 - 316
- 1974 - 309
- 2006 - 270
- 2008 - 278
- 2018 - 241
- 2019 - 255
- 2021 - 260
- 2023 - 245

## Straten
Dorpsstraat, Meester Frankstraat, Potterslân, Riedsterweg, Schalsumerweg, Slappeterpsterweg, Zweinserweg, Kerkstraat.